# Hongkongs tunnelbana
Hongkongs tunnelbana  (港铁; 港鐵; Gǎngtiě), eller MTR ('Mass Transit Railway'), invigdes den 1 oktober 1979 i dåvarande Brittiska Hongkong och drivs av MTR Corporation. Tunnelbanan har ett nät på 193,4 kilometer spår fördelat på 11 linjer och 93 stationer.
Av Hongkongs tunnelbanas linjer är tre före detta KCR-linjer och sju är före detta MTR-linjer, fyra av vilka kallas "urbana linjer" och trafikerar Norra Hongkongön och Kowloon (Kwun Tong Line, Tsuen Wan Line, Island Line och Tsueng Kwan O Line). Linjerna Tung Chung Line, East Rail Line, West Rail Line och Ma On Shan Line är "pendeltågslinjer" på grund av sina rutter, men de är en del av tunnelbanesystemet eftersom de använder samma eller liknande typ av tåg som de urbana linjerna.

## Historik
Nuvarande tunnelbanesystemet kontrollerades av två separata företag, KCR (Kowloon-Canton Railway) och MTR (Mass Transit Railway) före 2007.
Östra järnvägarna hette Kowloon-Kantons järnvägar (Brittiska sektionen) fram till 1996 och anslöts direkt till nuvarande Guangshen-järnvägarna i Kina före 1949.
År 1967 presenterades "Hongkongs lokaltrafiksstudie" som innehöll en tunnelbaneplan.
Första MTR-linjen Modifierade Initiala Systemet (Modified Initial System, MIS) lanserades 1979. År 1980 förlängdes den till Centralen.
År 1982 blev MIS två separata linjer, Kwun Tong-linjen och Tsuen Wan-linjen, och tunnelbanan förlängdes till Tsuen Wan som löper genom Sham Shui Po-distrikten.
Tunnelbanan mellan Tsim Sha Tsui Station och Admiralty Station är det enda spår som går genom Viktoriahamnen. År 1989 presenterades nya Östra hamnövergångsstället och Kwun Tong-linjen förlängdes till Quarry Bay Station.

## Linjeöversikt
|  |  |  |  |  |

|  |  |  |  |  |

| Unknown BSicon "fexKBHFa" |  |  |  | Urban head station |

| Unknown BSicon "fexBHF" |  |  |  | Urban station on track |

| Unknown BSicon "fexSTR" |  |  |  | Urban station on track |

| Unknown BSicon "fexSTR" |  |  |  | Urban station on track |

| Unknown BSicon "fexSTR" |  |  | Unknown BSicon "KBHFa-L" | Unknown BSicon "uBHF-R" |

| Unknown BSicon "fexSTR" |  |  | Unknown BSicon "XBHF-L" | Unknown BSicon "uXBHF-R" |

| Unknown BSicon "fexSTR" | Unknown BSicon "STR+l" | Transverse track | One way rightward | Urban station on track |

| Unknown BSicon "fexSTR" | Station on track |  |  | Urban station on track |

| Unknown BSicon "fexSTR" | Station on track |  |  | Urban station on track |

| Unknown BSicon "fKBHFxa-L" | Unknown BSicon "BHF-R" |  |  | Urban station on track |

| Unknown BSicon "fXBHF-L" | Unknown BSicon "XBHF-R" |  | Unknown BSicon "KXBHFa-L violet" | Unknown BSicon "uXBHF-R" |

| Unknown BSicon "fXBHF-L" | Unknown BSicon "XBHF-R" |  | Unknown BSicon "BHF-L purple" | Unknown BSicon "uBHF-R" |

| Unknown BSicon "fSTR" | Station on track |  | Unknown BSicon "STR violet" | Urban station on track |

| Unknown BSicon "fSTR" | Station on track |  | Unknown BSicon "STR violet" | Urban station on track |

| Unknown BSicon "fSTRl" | Unknown BSicon "mKRZ" | Unknown BSicon "fSTR+r" | Unknown BSicon "STR violet" | Urban station on track |

|  | Station on track | Unknown BSicon "fSTR" | Unknown BSicon "STR violet" | Urban station on track |

|  | Station on track | Unknown BSicon "fSTR" | Unknown BSicon "STR violet" | Urban end station |

|  | Station on track | Unknown BSicon "fBHF" | Unknown BSicon "STRl violet" | Unknown BSicon "STR+r violet" |

|  | Station on track | Unknown BSicon "fSTRl" | Unknown BSicon "fSTR+r" | Unknown BSicon "STR violet" |

|  | Station on track |  | Unknown BSicon "fBHF" | Unknown BSicon "STR violet" |

|  | Station on track |  | Unknown BSicon "fBHF" | Unknown BSicon "STR violet" |

|  | End station |  | Unknown BSicon "fBHF" | Unknown BSicon "STR violet" |

| Unknown BSicon "fSTR+l" | Unknown BSicon "fBHFq" | Unknown BSicon "fSTRq" | Unknown BSicon "fSTRr" | Unknown BSicon "STR violet" |

| Unknown BSicon "fBHF" |  | Unknown BSicon "fSTR+l" | Unknown BSicon "fSTR+r" | Unknown BSicon "STR violet" |

| Unknown BSicon "fBHF" |  | Unknown BSicon "fSTR" | Unknown BSicon "fXBHF-L" | Unknown BSicon "XBHF-R violet" |

| Unknown BSicon "fBHF" |  | Unknown BSicon "fSTR" | Unknown BSicon "fKXBHFe-L" | Unknown BSicon "XBHF-R violet" |

| Unknown BSicon "fBHF" |  | Unknown BSicon "fSTR" |  | Unknown BSicon "BHF violet" |

| Unknown BSicon "fSTRl" | Unknown BSicon "fBHFq" | Unknown BSicon "fSTRr" | Unknown BSicon "KBHFaq violet" | Unknown BSicon "ABZgr violet" |

|  |  |  |  | Unknown BSicon "BHF violet" |

|  |  |  |  | Unknown BSicon "KBHFe violet" |

|  |  |  |  |  |

|  |  |  |  |  |

|  |  |  |  |  |

|  |  | Unknown BSicon "uXBHF-M" | Unknown BSicon "XBHF-M" | Unknown BSicon "exKXBHFa-M azure" | Unknown BSicon "XPLTeq" |  |  |

|  |  | Urban continuation forward | Continuation forward | Unknown BSicon "exBHF azure" |  |  |  |

|  | Unknown BSicon "KXBHFa-L teal" | Unknown BSicon "KXBHFa-R orange" | Unknown BSicon "KXBHFa-L violet" | Unknown BSicon "XBHF-R azure" |  |  |  |

|  | Unknown BSicon "STR teal" | Unknown BSicon "STR orange" | Unknown BSicon "BHF fuchsia" | Unknown BSicon "BHF azure" |  |  |  |

|  | Unknown BSicon "XBHF-L teal" | Unknown BSicon "XBHF-R orange" | Unknown BSicon "STR fuchsia" | Unknown BSicon "BHF azure" |  |  |  |

| Unknown BSicon "STR+l teal" | Unknown BSicon "STRr teal" | Unknown BSicon "STR orange" | Unknown BSicon "BHF fuchsia" | Unknown BSicon "BHF-L azure" | Unknown BSicon "KBHFa-R brown" |  |  |

| Unknown BSicon "STR teal" | Unknown BSicon "STR+l orange" | Unknown BSicon "STRr orange" | Unknown BSicon "STR fuchsia" | Unknown BSicon "STR azure" | Unknown BSicon "BHF brown" |  |  |

| Unknown BSicon "STR teal" | Unknown BSicon "BHF orange" | Continuation backward | Unknown BSicon "STR fuchsia" | Unknown BSicon "BHF azure" | Unknown BSicon "STR brown" |  |  |

| Unknown BSicon "STR teal" | Unknown BSicon "XBHF-L orange" | Unknown BSicon "STR+XPLTq" | Unknown BSicon "XBHF-R violet" | Unknown BSicon "STR azure" | Unknown BSicon "BHF brown" |  |  |

| Unknown BSicon "STR teal" | Unknown BSicon "STR orange" | Unknown BSicon "BHF-L" | Unknown BSicon "BHF-R violet" | Unknown BSicon "STR azure" | Unknown BSicon "BHF brown" |  |  |

| Unknown BSicon "STR teal" | Unknown BSicon "XBHF-L orange" | Unknown BSicon "XBHF-R" | Unknown BSicon "BHF fuchsia" | Unknown BSicon "STR azure" | Unknown BSicon "STRl brown" | Unknown BSicon "STR+r brown" |  |

| Unknown BSicon "STR teal" | Unknown BSicon "STR orange" | Continuation forward | Unknown BSicon "BHF fuchsia" | Unknown BSicon "ABZgl azure" | Unknown BSicon "STR+r azure" | Unknown BSicon "BHF brown" |  |

| Unknown BSicon "STR teal" | Unknown BSicon "STR orange" |  | Unknown BSicon "BHF fuchsia" | Unknown BSicon "BHF azure" | Unknown BSicon "STR azure" | Unknown BSicon "STR brown" |  |

| Unknown BSicon "STR teal" | Unknown BSicon "STR orange" |  | Unknown BSicon "BHF fuchsia" | Unknown BSicon "STR azure" | Unknown BSicon "BHF azure" | Unknown BSicon "STR brown" |  |

| Unknown BSicon "XBHF-L teal" | Unknown BSicon "XBHF-R orange" | Unknown BSicon "exENDEa violet" | Unknown BSicon "STR fuchsia" | Unknown BSicon "ABZg+l azure" | Unknown BSicon "STRr azure" | Unknown BSicon "BHF brown" |  |

| Unknown BSicon "STR teal" | Unknown BSicon "XBHF-L orange" | Unknown BSicon "exXBHF-R ruby" | Unknown BSicon "STR fuchsia" | Unknown BSicon "BHF azure" |  | Unknown BSicon "STR brown" |  |

| Unknown BSicon "STR teal" | Unknown BSicon "STR orange" | Unknown BSicon "KBHFe pink" | Unknown BSicon "STR fuchsia" | Unknown BSicon "STR azure" |  | Unknown BSicon "BHF brown" |  |

| Unknown BSicon "STR teal" | Unknown BSicon "KBHFe orange" |  | Unknown BSicon "STR fuchsia" | Unknown BSicon "STR azure" |  | Unknown BSicon "BHF brown" |  |

| Unknown BSicon "BHF teal" | Airport |  | Unknown BSicon "STR fuchsia" | Unknown BSicon "STR azure" |  | Unknown BSicon "KBHFe brown" |  |

| Unknown BSicon "KBHFe teal" |  |  | Unknown BSicon "STR fuchsia" | Unknown BSicon "BHF azure" |  |  |  |

|  |  |  | Unknown BSicon "BHF fuchsia" | Unknown BSicon "BHF azure" |  |  |  |

|  |  |  | Unknown BSicon "BHF fuchsia" | Unknown BSicon "BHF azure" |  |  |  |

|  |  |  | Unknown BSicon "KBHFe fuchsia" | Unknown BSicon "BHF azure" |  |  |  |

|  |  | Unknown BSicon "CONTgq azure" | Unknown BSicon "BHFq azure" | Unknown BSicon "uABZlr" | Unknown BSicon "BHFq azure" | Unknown BSicon "CONTfq azure" |  |

|  |  |  |  |  |  |  |  |

|  |  |  |  |  |

|  |  |  |  |  |

|  |  |  |  |  |

| Unknown BSicon "fexKBHFa" |  |  |  | Urban head station |

| Unknown BSicon "fexBHF" |  |  |  | Urban station on track |

| Unknown BSicon "fexSTR" |  |  |  | Urban station on track |

| Unknown BSicon "fexSTR" |  |  |  | Urban station on track |

| Unknown BSicon "fexSTR" |  |  | Unknown BSicon "KBHFa-L" | Unknown BSicon "uBHF-R" |

| Unknown BSicon "fexSTR" |  |  | Unknown BSicon "XBHF-L" | Unknown BSicon "uXBHF-R" |

| Unknown BSicon "fexSTR" | Unknown BSicon "STR+l" | Transverse track | One way rightward | Urban station on track |

| Unknown BSicon "fexSTR" | Station on track |  |  | Urban station on track |

| Unknown BSicon "fexSTR" | Station on track |  |  | Urban station on track |

| Unknown BSicon "fKBHFxa-L" | Unknown BSicon "BHF-R" |  |  | Urban station on track |

| Unknown BSicon "fXBHF-L" | Unknown BSicon "XBHF-R" |  | Unknown BSicon "KXBHFa-L violet" | Unknown BSicon "uXBHF-R" |

| Unknown BSicon "fXBHF-L" | Unknown BSicon "XBHF-R" |  | Unknown BSicon "BHF-L purple" | Unknown BSicon "uBHF-R" |

| Unknown BSicon "fSTR" | Station on track |  | Unknown BSicon "STR violet" | Urban station on track |

| Unknown BSicon "fSTR" | Station on track |  | Unknown BSicon "STR violet" | Urban station on track |

| Unknown BSicon "fSTRl" | Unknown BSicon "mKRZ" | Unknown BSicon "fSTR+r" | Unknown BSicon "STR violet" | Urban station on track |

|  | Station on track | Unknown BSicon "fSTR" | Unknown BSicon "STR violet" | Urban station on track |

|  | Station on track | Unknown BSicon "fSTR" | Unknown BSicon "STR violet" | Urban end station |

|  | Station on track | Unknown BSicon "fBHF" | Unknown BSicon "STRl violet" | Unknown BSicon "STR+r violet" |

|  | Station on track | Unknown BSicon "fSTRl" | Unknown BSicon "fSTR+r" | Unknown BSicon "STR violet" |

|  | Station on track |  | Unknown BSicon "fBHF" | Unknown BSicon "STR violet" |

|  | Station on track |  | Unknown BSicon "fBHF" | Unknown BSicon "STR violet" |

|  | End station |  | Unknown BSicon "fBHF" | Unknown BSicon "STR violet" |

| Unknown BSicon "fSTR+l" | Unknown BSicon "fBHFq" | Unknown BSicon "fSTRq" | Unknown BSicon "fSTRr" | Unknown BSicon "STR violet" |

| Unknown BSicon "fBHF" |  | Unknown BSicon "fSTR+l" | Unknown BSicon "fSTR+r" | Unknown BSicon "STR violet" |

| Unknown BSicon "fBHF" |  | Unknown BSicon "fSTR" | Unknown BSicon "fXBHF-L" | Unknown BSicon "XBHF-R violet" |

| Unknown BSicon "fBHF" |  | Unknown BSicon "fSTR" | Unknown BSicon "fKXBHFe-L" | Unknown BSicon "XBHF-R violet" |

| Unknown BSicon "fBHF" |  | Unknown BSicon "fSTR" |  | Unknown BSicon "BHF violet" |

| Unknown BSicon "fSTRl" | Unknown BSicon "fBHFq" | Unknown BSicon "fSTRr" | Unknown BSicon "KBHFaq violet" | Unknown BSicon "ABZgr violet" |

|  |  |  |  | Unknown BSicon "BHF violet" |

|  |  |  |  | Unknown BSicon "KBHFe violet" |

|  |  |  |  |  |

|  |  |  |  |  |

|  |  |  |  |  |

|  |  | Unknown BSicon "uXBHF-M" | Unknown BSicon "XBHF-M" | Unknown BSicon "exKXBHFa-M azure" | Unknown BSicon "XPLTeq" |  |  |

|  |  | Urban continuation forward | Continuation forward | Unknown BSicon "exBHF azure" |  |  |  |

|  | Unknown BSicon "KXBHFa-L teal" | Unknown BSicon "KXBHFa-R orange" | Unknown BSicon "KXBHFa-L violet" | Unknown BSicon "XBHF-R azure" |  |  |  |

|  | Unknown BSicon "STR teal" | Unknown BSicon "STR orange" | Unknown BSicon "BHF fuchsia" | Unknown BSicon "BHF azure" |  |  |  |

|  | Unknown BSicon "XBHF-L teal" | Unknown BSicon "XBHF-R orange" | Unknown BSicon "STR fuchsia" | Unknown BSicon "BHF azure" |  |  |  |

| Unknown BSicon "STR+l teal" | Unknown BSicon "STRr teal" | Unknown BSicon "STR orange" | Unknown BSicon "BHF fuchsia" | Unknown BSicon "BHF-L azure" | Unknown BSicon "KBHFa-R brown" |  |  |

| Unknown BSicon "STR teal" | Unknown BSicon "STR+l orange" | Unknown BSicon "STRr orange" | Unknown BSicon "STR fuchsia" | Unknown BSicon "STR azure" | Unknown BSicon "BHF brown" |  |  |

| Unknown BSicon "STR teal" | Unknown BSicon "BHF orange" | Continuation backward | Unknown BSicon "STR fuchsia" | Unknown BSicon "BHF azure" | Unknown BSicon "STR brown" |  |  |

| Unknown BSicon "STR teal" | Unknown BSicon "XBHF-L orange" | Unknown BSicon "STR+XPLTq" | Unknown BSicon "XBHF-R violet" | Unknown BSicon "STR azure" | Unknown BSicon "BHF brown" |  |  |

| Unknown BSicon "STR teal" | Unknown BSicon "STR orange" | Unknown BSicon "BHF-L" | Unknown BSicon "BHF-R violet" | Unknown BSicon "STR azure" | Unknown BSicon "BHF brown" |  |  |

| Unknown BSicon "STR teal" | Unknown BSicon "XBHF-L orange" | Unknown BSicon "XBHF-R" | Unknown BSicon "BHF fuchsia" | Unknown BSicon "STR azure" | Unknown BSicon "STRl brown" | Unknown BSicon "STR+r brown" |  |

| Unknown BSicon "STR teal" | Unknown BSicon "STR orange" | Continuation forward | Unknown BSicon "BHF fuchsia" | Unknown BSicon "ABZgl azure" | Unknown BSicon "STR+r azure" | Unknown BSicon "BHF brown" |  |

| Unknown BSicon "STR teal" | Unknown BSicon "STR orange" |  | Unknown BSicon "BHF fuchsia" | Unknown BSicon "BHF azure" | Unknown BSicon "STR azure" | Unknown BSicon "STR brown" |  |

| Unknown BSicon "STR teal" | Unknown BSicon "STR orange" |  | Unknown BSicon "BHF fuchsia" | Unknown BSicon "STR azure" | Unknown BSicon "BHF azure" | Unknown BSicon "STR brown" |  |

| Unknown BSicon "XBHF-L teal" | Unknown BSicon "XBHF-R orange" | Unknown BSicon "exENDEa violet" | Unknown BSicon "STR fuchsia" | Unknown BSicon "ABZg+l azure" | Unknown BSicon "STRr azure" | Unknown BSicon "BHF brown" |  |

| Unknown BSicon "STR teal" | Unknown BSicon "XBHF-L orange" | Unknown BSicon "exXBHF-R ruby" | Unknown BSicon "STR fuchsia" | Unknown BSicon "BHF azure" |  | Unknown BSicon "STR brown" |  |

| Unknown BSicon "STR teal" | Unknown BSicon "STR orange" | Unknown BSicon "KBHFe pink" | Unknown BSicon "STR fuchsia" | Unknown BSicon "STR azure" |  | Unknown BSicon "BHF brown" |  |

| Unknown BSicon "STR teal" | Unknown BSicon "KBHFe orange" |  | Unknown BSicon "STR fuchsia" | Unknown BSicon "STR azure" |  | Unknown BSicon "BHF brown" |  |

| Unknown BSicon "BHF teal" | Airport |  | Unknown BSicon "STR fuchsia" | Unknown BSicon "STR azure" |  | Unknown BSicon "KBHFe brown" |  |

| Unknown BSicon "KBHFe teal" |  |  | Unknown BSicon "STR fuchsia" | Unknown BSicon "BHF azure" |  |  |  |

|  |  |  | Unknown BSicon "BHF fuchsia" | Unknown BSicon "BHF azure" |  |  |  |

|  |  |  | Unknown BSicon "BHF fuchsia" | Unknown BSicon "BHF azure" |  |  |  |

|  |  |  | Unknown BSicon "KBHFe fuchsia" | Unknown BSicon "BHF azure" |  |  |  |

|  |  | Unknown BSicon "CONTgq azure" | Unknown BSicon "BHFq azure" | Unknown BSicon "uABZlr" | Unknown BSicon "BHFq azure" | Unknown BSicon "CONTfq azure" |  |

|  |  |  |  |  |  |  |  |

|  |  |  |  |  |

|  |  |  |  |  |

|  |  |  |  |  |

| Unknown BSicon "fexKBHFa" |  |  |  | Urban head station |

| Unknown BSicon "fexBHF" |  |  |  | Urban station on track |

| Unknown BSicon "fexSTR" |  |  |  | Urban station on track |

| Unknown BSicon "fexSTR" |  |  |  | Urban station on track |

| Unknown BSicon "fexSTR" |  |  | Unknown BSicon "KBHFa-L" | Unknown BSicon "uBHF-R" |

| Unknown BSicon "fexSTR" |  |  | Unknown BSicon "XBHF-L" | Unknown BSicon "uXBHF-R" |

| Unknown BSicon "fexSTR" | Unknown BSicon "STR+l" | Transverse track | One way rightward | Urban station on track |

| Unknown BSicon "fexSTR" | Station on track |  |  | Urban station on track |

| Unknown BSicon "fexSTR" | Station on track |  |  | Urban station on track |

| Unknown BSicon "fKBHFxa-L" | Unknown BSicon "BHF-R" |  |  | Urban station on track |

| Unknown BSicon "fXBHF-L" | Unknown BSicon "XBHF-R" |  | Unknown BSicon "KXBHFa-L violet" | Unknown BSicon "uXBHF-R" |

| Unknown BSicon "fXBHF-L" | Unknown BSicon "XBHF-R" |  | Unknown BSicon "BHF-L purple" | Unknown BSicon "uBHF-R" |

| Unknown BSicon "fSTR" | Station on track |  | Unknown BSicon "STR violet" | Urban station on track |

| Unknown BSicon "fSTR" | Station on track |  | Unknown BSicon "STR violet" | Urban station on track |

| Unknown BSicon "fSTRl" | Unknown BSicon "mKRZ" | Unknown BSicon "fSTR+r" | Unknown BSicon "STR violet" | Urban station on track |

|  | Station on track | Unknown BSicon "fSTR" | Unknown BSicon "STR violet" | Urban station on track |

|  | Station on track | Unknown BSicon "fSTR" | Unknown BSicon "STR violet" | Urban end station |

|  | Station on track | Unknown BSicon "fBHF" | Unknown BSicon "STRl violet" | Unknown BSicon "STR+r violet" |

|  | Station on track | Unknown BSicon "fSTRl" | Unknown BSicon "fSTR+r" | Unknown BSicon "STR violet" |

|  | Station on track |  | Unknown BSicon "fBHF" | Unknown BSicon "STR violet" |

|  | Station on track |  | Unknown BSicon "fBHF" | Unknown BSicon "STR violet" |

|  | End station |  | Unknown BSicon "fBHF" | Unknown BSicon "STR violet" |

| Unknown BSicon "fSTR+l" | Unknown BSicon "fBHFq" | Unknown BSicon "fSTRq" | Unknown BSicon "fSTRr" | Unknown BSicon "STR violet" |

| Unknown BSicon "fBHF" |  | Unknown BSicon "fSTR+l" | Unknown BSicon "fSTR+r" | Unknown BSicon "STR violet" |

| Unknown BSicon "fBHF" |  | Unknown BSicon "fSTR" | Unknown BSicon "fXBHF-L" | Unknown BSicon "XBHF-R violet" |

| Unknown BSicon "fBHF" |  | Unknown BSicon "fSTR" | Unknown BSicon "fKXBHFe-L" | Unknown BSicon "XBHF-R violet" |

| Unknown BSicon "fBHF" |  | Unknown BSicon "fSTR" |  | Unknown BSicon "BHF violet" |

| Unknown BSicon "fSTRl" | Unknown BSicon "fBHFq" | Unknown BSicon "fSTRr" | Unknown BSicon "KBHFaq violet" | Unknown BSicon "ABZgr violet" |

|  |  |  |  | Unknown BSicon "BHF violet" |

|  |  |  |  | Unknown BSicon "KBHFe violet" |

|  |  |  |  |  |

|  |  |  |  |  |

|  |  |  |  |  |

|  |  | Unknown BSicon "uXBHF-M" | Unknown BSicon "XBHF-M" | Unknown BSicon "exKXBHFa-M azure" | Unknown BSicon "XPLTeq" |  |  |

|  |  | Urban continuation forward | Continuation forward | Unknown BSicon "exBHF azure" |  |  |  |

|  | Unknown BSicon "KXBHFa-L teal" | Unknown BSicon "KXBHFa-R orange" | Unknown BSicon "KXBHFa-L violet" | Unknown BSicon "XBHF-R azure" |  |  |  |

|  | Unknown BSicon "STR teal" | Unknown BSicon "STR orange" | Unknown BSicon "BHF fuchsia" | Unknown BSicon "BHF azure" |  |  |  |

|  | Unknown BSicon "XBHF-L teal" | Unknown BSicon "XBHF-R orange" | Unknown BSicon "STR fuchsia" | Unknown BSicon "BHF azure" |  |  |  |

| Unknown BSicon "STR+l teal" | Unknown BSicon "STRr teal" | Unknown BSicon "STR orange" | Unknown BSicon "BHF fuchsia" | Unknown BSicon "BHF-L azure" | Unknown BSicon "KBHFa-R brown" |  |  |

| Unknown BSicon "STR teal" | Unknown BSicon "STR+l orange" | Unknown BSicon "STRr orange" | Unknown BSicon "STR fuchsia" | Unknown BSicon "STR azure" | Unknown BSicon "BHF brown" |  |  |

| Unknown BSicon "STR teal" | Unknown BSicon "BHF orange" | Continuation backward | Unknown BSicon "STR fuchsia" | Unknown BSicon "BHF azure" | Unknown BSicon "STR brown" |  |  |

| Unknown BSicon "STR teal" | Unknown BSicon "XBHF-L orange" | Unknown BSicon "STR+XPLTq" | Unknown BSicon "XBHF-R violet" | Unknown BSicon "STR azure" | Unknown BSicon "BHF brown" |  |  |

| Unknown BSicon "STR teal" | Unknown BSicon "STR orange" | Unknown BSicon "BHF-L" | Unknown BSicon "BHF-R violet" | Unknown BSicon "STR azure" | Unknown BSicon "BHF brown" |  |  |

| Unknown BSicon "STR teal" | Unknown BSicon "XBHF-L orange" | Unknown BSicon "XBHF-R" | Unknown BSicon "BHF fuchsia" | Unknown BSicon "STR azure" | Unknown BSicon "STRl brown" | Unknown BSicon "STR+r brown" |  |

| Unknown BSicon "STR teal" | Unknown BSicon "STR orange" | Continuation forward | Unknown BSicon "BHF fuchsia" | Unknown BSicon "ABZgl azure" | Unknown BSicon "STR+r azure" | Unknown BSicon "BHF brown" |  |

| Unknown BSicon "STR teal" | Unknown BSicon "STR orange" |  | Unknown BSicon "BHF fuchsia" | Unknown BSicon "BHF azure" | Unknown BSicon "STR azure" | Unknown BSicon "STR brown" |  |

| Unknown BSicon "STR teal" | Unknown BSicon "STR orange" |  | Unknown BSicon "BHF fuchsia" | Unknown BSicon "STR azure" | Unknown BSicon "BHF azure" | Unknown BSicon "STR brown" |  |

| Unknown BSicon "XBHF-L teal" | Unknown BSicon "XBHF-R orange" | Unknown BSicon "exENDEa violet" | Unknown BSicon "STR fuchsia" | Unknown BSicon "ABZg+l azure" | Unknown BSicon "STRr azure" | Unknown BSicon "BHF brown" |  |

| Unknown BSicon "STR teal" | Unknown BSicon "XBHF-L orange" | Unknown BSicon "exXBHF-R ruby" | Unknown BSicon "STR fuchsia" | Unknown BSicon "BHF azure" |  | Unknown BSicon "STR brown" |  |

| Unknown BSicon "STR teal" | Unknown BSicon "STR orange" | Unknown BSicon "KBHFe pink" | Unknown BSicon "STR fuchsia" | Unknown BSicon "STR azure" |  | Unknown BSicon "BHF brown" |  |

| Unknown BSicon "STR teal" | Unknown BSicon "KBHFe orange" |  | Unknown BSicon "STR fuchsia" | Unknown BSicon "STR azure" |  | Unknown BSicon "BHF brown" |  |

| Unknown BSicon "BHF teal" | Airport |  | Unknown BSicon "STR fuchsia" | Unknown BSicon "STR azure" |  | Unknown BSicon "KBHFe brown" |  |

| Unknown BSicon "KBHFe teal" |  |  | Unknown BSicon "STR fuchsia" | Unknown BSicon "BHF azure" |  |  |  |

|  |  |  | Unknown BSicon "BHF fuchsia" | Unknown BSicon "BHF azure" |  |  |  |

|  |  |  | Unknown BSicon "BHF fuchsia" | Unknown BSicon "BHF azure" |  |  |  |

|  |  |  | Unknown BSicon "KBHFe fuchsia" | Unknown BSicon "BHF azure" |  |  |  |

|  |  | Unknown BSicon "CONTgq azure" | Unknown BSicon "BHFq azure" | Unknown BSicon "uABZlr" | Unknown BSicon "BHFq azure" | Unknown BSicon "CONTfq azure" |  |

|  |  |  |  |  |  |  |  |

|  |  |  |  |  |

|  |  |  |  |  |

|  |  |  |  |  |

| Unknown BSicon "fexKBHFa" |  |  |  | Urban head station |

| Unknown BSicon "fexBHF" |  |  |  | Urban station on track |

| Unknown BSicon "fexSTR" |  |  |  | Urban station on track |

| Unknown BSicon "fexSTR" |  |  |  | Urban station on track |

| Unknown BSicon "fexSTR" |  |  | Unknown BSicon "KBHFa-L" | Unknown BSicon "uBHF-R" |

| Unknown BSicon "fexSTR" |  |  | Unknown BSicon "XBHF-L" | Unknown BSicon "uXBHF-R" |

| Unknown BSicon "fexSTR" | Unknown BSicon "STR+l" | Transverse track | One way rightward | Urban station on track |

| Unknown BSicon "fexSTR" | Station on track |  |  | Urban station on track |

| Unknown BSicon "fexSTR" | Station on track |  |  | Urban station on track |

| Unknown BSicon "fKBHFxa-L" | Unknown BSicon "BHF-R" |  |  | Urban station on track |

| Unknown BSicon "fXBHF-L" | Unknown BSicon "XBHF-R" |  | Unknown BSicon "KXBHFa-L violet" | Unknown BSicon "uXBHF-R" |

| Unknown BSicon "fXBHF-L" | Unknown BSicon "XBHF-R" |  | Unknown BSicon "BHF-L purple" | Unknown BSicon "uBHF-R" |

| Unknown BSicon "fSTR" | Station on track |  | Unknown BSicon "STR violet" | Urban station on track |

| Unknown BSicon "fSTR" | Station on track |  | Unknown BSicon "STR violet" | Urban station on track |

| Unknown BSicon "fSTRl" | Unknown BSicon "mKRZ" | Unknown BSicon "fSTR+r" | Unknown BSicon "STR violet" | Urban station on track |

|  | Station on track | Unknown BSicon "fSTR" | Unknown BSicon "STR violet" | Urban station on track |

|  | Station on track | Unknown BSicon "fSTR" | Unknown BSicon "STR violet" | Urban end station |

|  | Station on track | Unknown BSicon "fBHF" | Unknown BSicon "STRl violet" | Unknown BSicon "STR+r violet" |

|  | Station on track | Unknown BSicon "fSTRl" | Unknown BSicon "fSTR+r" | Unknown BSicon "STR violet" |

|  | Station on track |  | Unknown BSicon "fBHF" | Unknown BSicon "STR violet" |

|  | Station on track |  | Unknown BSicon "fBHF" | Unknown BSicon "STR violet" |

|  | End station |  | Unknown BSicon "fBHF" | Unknown BSicon "STR violet" |

| Unknown BSicon "fSTR+l" | Unknown BSicon "fBHFq" | Unknown BSicon "fSTRq" | Unknown BSicon "fSTRr" | Unknown BSicon "STR violet" |

| Unknown BSicon "fBHF" |  | Unknown BSicon "fSTR+l" | Unknown BSicon "fSTR+r" | Unknown BSicon "STR violet" |

| Unknown BSicon "fBHF" |  | Unknown BSicon "fSTR" | Unknown BSicon "fXBHF-L" | Unknown BSicon "XBHF-R violet" |

| Unknown BSicon "fBHF" |  | Unknown BSicon "fSTR" | Unknown BSicon "fKXBHFe-L" | Unknown BSicon "XBHF-R violet" |

| Unknown BSicon "fBHF" |  | Unknown BSicon "fSTR" |  | Unknown BSicon "BHF violet" |

| Unknown BSicon "fSTRl" | Unknown BSicon "fBHFq" | Unknown BSicon "fSTRr" | Unknown BSicon "KBHFaq violet" | Unknown BSicon "ABZgr violet" |

|  |  |  |  | Unknown BSicon "BHF violet" |

|  |  |  |  | Unknown BSicon "KBHFe violet" |

|  |  |  |  |  |

|  |  |  |  |  |

|  |  |  |  |  |

|  |  | Unknown BSicon "uXBHF-M" | Unknown BSicon "XBHF-M" | Unknown BSicon "exKXBHFa-M azure" | Unknown BSicon "XPLTeq" |  |  |

|  |  | Urban continuation forward | Continuation forward | Unknown BSicon "exBHF azure" |  |  |  |

|  | Unknown BSicon "KXBHFa-L teal" | Unknown BSicon "KXBHFa-R orange" | Unknown BSicon "KXBHFa-L violet" | Unknown BSicon "XBHF-R azure" |  |  |  |

|  | Unknown BSicon "STR teal" | Unknown BSicon "STR orange" | Unknown BSicon "BHF fuchsia" | Unknown BSicon "BHF azure" |  |  |  |

|  | Unknown BSicon "XBHF-L teal" | Unknown BSicon "XBHF-R orange" | Unknown BSicon "STR fuchsia" | Unknown BSicon "BHF azure" |  |  |  |

| Unknown BSicon "STR+l teal" | Unknown BSicon "STRr teal" | Unknown BSicon "STR orange" | Unknown BSicon "BHF fuchsia" | Unknown BSicon "BHF-L azure" | Unknown BSicon "KBHFa-R brown" |  |  |

| Unknown BSicon "STR teal" | Unknown BSicon "STR+l orange" | Unknown BSicon "STRr orange" | Unknown BSicon "STR fuchsia" | Unknown BSicon "STR azure" | Unknown BSicon "BHF brown" |  |  |

| Unknown BSicon "STR teal" | Unknown BSicon "BHF orange" | Continuation backward | Unknown BSicon "STR fuchsia" | Unknown BSicon "BHF azure" | Unknown BSicon "STR brown" |  |  |

| Unknown BSicon "STR teal" | Unknown BSicon "XBHF-L orange" | Unknown BSicon "STR+XPLTq" | Unknown BSicon "XBHF-R violet" | Unknown BSicon "STR azure" | Unknown BSicon "BHF brown" |  |  |

| Unknown BSicon "STR teal" | Unknown BSicon "STR orange" | Unknown BSicon "BHF-L" | Unknown BSicon "BHF-R violet" | Unknown BSicon "STR azure" | Unknown BSicon "BHF brown" |  |  |

| Unknown BSicon "STR teal" | Unknown BSicon "XBHF-L orange" | Unknown BSicon "XBHF-R" | Unknown BSicon "BHF fuchsia" | Unknown BSicon "STR azure" | Unknown BSicon "STRl brown" | Unknown BSicon "STR+r brown" |  |

| Unknown BSicon "STR teal" | Unknown BSicon "STR orange" | Continuation forward | Unknown BSicon "BHF fuchsia" | Unknown BSicon "ABZgl azure" | Unknown BSicon "STR+r azure" | Unknown BSicon "BHF brown" |  |

| Unknown BSicon "STR teal" | Unknown BSicon "STR orange" |  | Unknown BSicon "BHF fuchsia" | Unknown BSicon "BHF azure" | Unknown BSicon "STR azure" | Unknown BSicon "STR brown" |  |

| Unknown BSicon "STR teal" | Unknown BSicon "STR orange" |  | Unknown BSicon "BHF fuchsia" | Unknown BSicon "STR azure" | Unknown BSicon "BHF azure" | Unknown BSicon "STR brown" |  |

| Unknown BSicon "XBHF-L teal" | Unknown BSicon "XBHF-R orange" | Unknown BSicon "exENDEa violet" | Unknown BSicon "STR fuchsia" | Unknown BSicon "ABZg+l azure" | Unknown BSicon "STRr azure" | Unknown BSicon "BHF brown" |  |

| Unknown BSicon "STR teal" | Unknown BSicon "XBHF-L orange" | Unknown BSicon "exXBHF-R ruby" | Unknown BSicon "STR fuchsia" | Unknown BSicon "BHF azure" |  | Unknown BSicon "STR brown" |  |

| Unknown BSicon "STR teal" | Unknown BSicon "STR orange" | Unknown BSicon "KBHFe pink" | Unknown BSicon "STR fuchsia" | Unknown BSicon "STR azure" |  | Unknown BSicon "BHF brown" |  |

| Unknown BSicon "STR teal" | Unknown BSicon "KBHFe orange" |  | Unknown BSicon "STR fuchsia" | Unknown BSicon "STR azure" |  | Unknown BSicon "BHF brown" |  |

| Unknown BSicon "BHF teal" | Airport |  | Unknown BSicon "STR fuchsia" | Unknown BSicon "STR azure" |  | Unknown BSicon "KBHFe brown" |  |

| Unknown BSicon "KBHFe teal" |  |  | Unknown BSicon "STR fuchsia" | Unknown BSicon "BHF azure" |  |  |  |

|  |  |  | Unknown BSicon "BHF fuchsia" | Unknown BSicon "BHF azure" |  |  |  |

|  |  |  | Unknown BSicon "BHF fuchsia" | Unknown BSicon "BHF azure" |  |  |  |

|  |  |  | Unknown BSicon "KBHFe fuchsia" | Unknown BSicon "BHF azure" |  |  |  |

|  |  | Unknown BSicon "CONTgq azure" | Unknown BSicon "BHFq azure" | Unknown BSicon "uABZlr" | Unknown BSicon "BHFq azure" | Unknown BSicon "CONTfq azure" |  |

|  |  |  |  |  |  |  |  |

|  |  |  |  |  |

## Stationer
| Namn           | Stationnummer | Förkortning | Öppnad     | Spår (till LOW/LMC) | Spår (till HUH) | Anslutande linjer                                                                          |
| -------------- | ------------- | ----------- | ---------- | ------------------- | --------------- | ------------------------------------------------------------------------------------------ |
| Admiralty      | 066           | ADM         | 1980-02-12 | 7                   | 8 (Slutstation) | Tsuen Wan-linjen (Spår 1, 4) Island Line (Spår 3, 2) South Island Line (Östra) (Spår 5, 6) |
| Exhibition     |               | EXH         | ca 2020    | 1                   | 2               |                                                                                            |
| Hung Hom       | 000           | HUH         | 1975-11-30 | 1, 4                |                 | Västra järnvägen (Spår 2, 3)                                                               |
| Mong Kok Östra | 001           | MKK         | 1969-02-12 | 1, 2                | 3               |                                                                                            |
| Kowloon Tong   | 002           | KOT         | 1982-05-06 | 1                   | 2               | Kwun Tong-linjen                                                                           |
| Tai Wai        | 003           | TAW         | 1986-04-23 | 1                   | 2               | Ma On Shan-linjen (Spår 4)                                                                 |
| Sha Tin        | 004           | SHT         | 1910-10-01 | 1, 2                | 3, 4            |                                                                                            |
| Fo Tan         | 005           | FOT         | 1985-02-15 | 1, 2                | 3, 4            |                                                                                            |
| Racecourse     | 006           | RAC         | 1985-10-01 | 1, 2                | 1, 2            |                                                                                            |
| Universitet    | 007           | UNI         | 1956-09-24 | 1                   | 2               |                                                                                            |
| Tai Po Market  | 008           | TAP         | 1983-04-07 | 1, 2                | 3, 4            |                                                                                            |
| Tai Wo         | 009           | TWW         | 1989-05-09 | 1                   | 2               |                                                                                            |
| Fanling        | 010           | FAN         | 1910-10-01 | 1                   | 2               |                                                                                            |
| Sheung Shui    | 011           | SHS         | 1930-05-16 | 1                   | 2               |                                                                                            |
| Lo Wu          | 012           | LOW         | 1949-10-14 | 2, 3 (Slutstation)  | 1, 4            | Shenzhens Metro Linje 1                                                                    |
| Lok Ma Chau    | 014           | LMC         | 2007-08-15 |                     | 1, 2            | Shenzhens Metro Linje 4                                                                    |

| Namn          | Stationnummer | Förkortning | Öppnad     | Spår (till TIK) | Spår (till YMT) | Anslutande linjer                    |
| ------------- | ------------- | ----------- | ---------- | --------------- | --------------- | ------------------------------------ |
| Whampoa       |               | WHA         | ca 2016    | 1               | 1               |                                      |
| Ho Man Tin    |               | HOM         | ca 2016    | 1               | 2               | ca 2018: Öst-Väst-linjen (Spår 3, 4) |
| Yau Ma Tei    | 069           | YMT         | 1979-12-22 | 3, 4            | 4               | Tsuen Wan-linjen (Spår 1, 2)         |
| Mong Kok      | 070           | MOK         | 1979-12-31 | 3               | 4               | Tsuen Wan-linjen (Spår 1, 2)         |
| Prince Edward | 080           | PRE         | 1982-05-10 | 3               | 2               | Tsuen Wan-linjen (Spår 1, 4)         |
| Shek Kip Mei  | 071           | SKM         | 1979-10-01 | 1               | 2               |                                      |
| Kowloon Tong  | 072           | KOT         | 1979-10-01 | 1               | 2               | Östra järnvägen                      |
| Lok Fu        | 073           | LOF         | 1979-10-01 | 1               | 2               |                                      |
| Wong Tai Sin  | 074           | WTS         | 1979-10-01 | 1               | 2               |                                      |
| Diamond Hill  | 075           | DIH         | 1979-10-01 | 1               | 2               |                                      |
| Choi Hung     | 076           | CHH         | 1979-10-01 | 1, 2            | 3, 4            |                                      |
| Kowloon Bay   | 077           | KOB         | 1979-10-01 | 1               | 2               |                                      |
| Ngau Tau Kok  | 078           | NTK         | 1979-10-01 | 1               | 2               |                                      |
| Kwun Tong     | 079           | KWT         | 1979-10-01 | 1               | 2               |                                      |
| Lam Tin       | 102           | LAT         | 1989-08-09 | 1               | 2               |                                      |
| Yau Tong      | 112           | YAT         | 2002-08-04 | 1               | 2               | Tsueng Kwan O-linjen (Spår 3, 4)     |
| Tiu Keng Leng | 113           | TIK         | 2002-08-18 | 1 (Slutstation) | 2               | Tsueng Kwan O-linjen (Spår 3, 4)     |

| Namn           | Stationnummer | Förkortning | Öppnad     | Spår (till TSW) | Spår (till CEN) | Anslutande linjer                                                                                        |
| -------------- | ------------- | ----------- | ---------- | --------------- | --------------- | --- |
| Centralen      | 065           | CEN         | 1980-02-12 | 1, 2            |                 | Island Line (Spår 3, 4) Tung Chung-linjen, Flygplatsexpressen (HOK)                                      |
| Admiralty      | 066           | ADM         | 1980-02-12 | 1               | 4               | Island Line (Spår 3, 2) ca 2017: South Island Line (Östra) (Spår 5, 6) ca 2020: Nord-Syd-linjen (Spår 7) |
| Tsim Sha Tsui  | 067           | TST         | 1979-12-16 | 1               | 2               | |
| Jordan         | 068           | JOR         | 1979-12-16 | 1               | 2               | |
| Yau Ma Tei     | 069           | YMT         | 1979-12-22 | 1               | 2               | Kwun Tong-linjen (Spår 3, 4)                                                                             |
| Mong Kok       | 070           | MOK         | 1979-12-31 | 1               | 2               | Kwun Tong-linjen (Spår 3, 4)                                                                             |
| Prince Edward  | 080           | PRE         | 1982-05-10 | 1               | 4               | Kwun Tong-linjen (Spår 3, 2)                                                                             |
| Sham Shui Po   | 081           | SSP         | 1982-05-17 | 1               | 2               | |
| Cheung Sha Wan | 082           | CSW         | 1982-05-17 | 1               | 2               | |
| Lai Chi Kok    | 083           | LCK         | 1982-05-17 | 1               | 2               | |
| Mei Foo        | 084           | MEF         | 1982-05-17 | 1               | 2               | Västra järnvägslinjen                                                                                    |
| Lai King       | 085           | LAK         | 1982-05-10 | 1               | 2               | Tung Chung-linjen (Spår 3, 4)                                                                            |
| Kwai Fong      | 086           | KWF         | 1982-05-10 | 1               | 2               | |
| Kwai Hing      | 087           | KWH         | 1982-05-10 | 1               | 2               | |
| Tai Wo Hau     | 088           | TWH         | 1982-05-10 | 1               | 2               | |
| Tsuen Wan      | 089           | TSW         | 1982-05-10 | 1 (Slutstation) | 2               | |

| Namn          | Stationnummer | Förkortning | Öppnad     | Spår (till KET) | Spår (till CHW) | Anslutande linjer                                                                                            |
| ------------- | ------------- | ----------- | ---------- | --------------- | --------------- | --- |
| Kennedy Town  | 019           | KET         | 2014-12-28 | 1 (Slutstation) | 2               | |
| HKU           | 018           | HKU         | 2014-12-28 | 1               | 2               | |
| Sai Ying Pun  | 017           | SYP         | 2015-03-29 | 1               | 2               | |
| Sheung Wan    | 090           | SHW         | 1986-05-23 | 1               | 2               | |
| Centralen     | 065           | CEN         | 1980-02-12 | 3               | 4               | Tsuen Wan-linjen (Spår 1, 2) Tung Chung-linjen, Flygplatsexpressen (HOK)                                     |
| Admiralty     | 066           | ADM         | 1980-02-12 | 1               | 4               | Tsuen Wan-linjen (Spår 2, 3) ca 2017: South Island Line (Östra)(Spår 5, 6) ca 2020: Nord-Syd-linjen (Spår 7) |
| Wan Chai      | 091           | WAC         | 1985-05-31 | 1               | 2               | |
| Causeway Bay  | 092           | CAB         | 1985-05-31 | 1               | 2               | |
| Tin Hau       | 093           | TIH         | 1985-05-31 | 1               | 2               | |
| Fortress Hill | 094           | FOH         | 1985-05-31 | 1               | 2               | |
| North Point   | 095           | NOP         | 1985-05-31 | 1               | 2               | Tsueng Kwan O-linjen (Spår 3, 4)                                                                             |
| Quarry Bay    | 096           | QUB         | 1985-05-31 | 1               | 2               | Tsueng Kwan O-linjen (Spår 3, 4)                                                                             |
| Tai Koo       | 097           | TAK         | 1985-05-31 | 1               | 2               | |
| Sai Wan Ho    | 098           | SWH         | 1985-05-31 | 1               | 2               | |
| Shau Kei Wan  | 099           | SKW         | 1985-05-31 | 1               | 2               | |
| Heng Fa Chuen | 100           | HFC         | 1985-05-31 | 1               | 2               | |
| Chai Wan      | 101           | CHW         | 1985-05-31 | 1, 2            |                 | |

## Bildgalleri

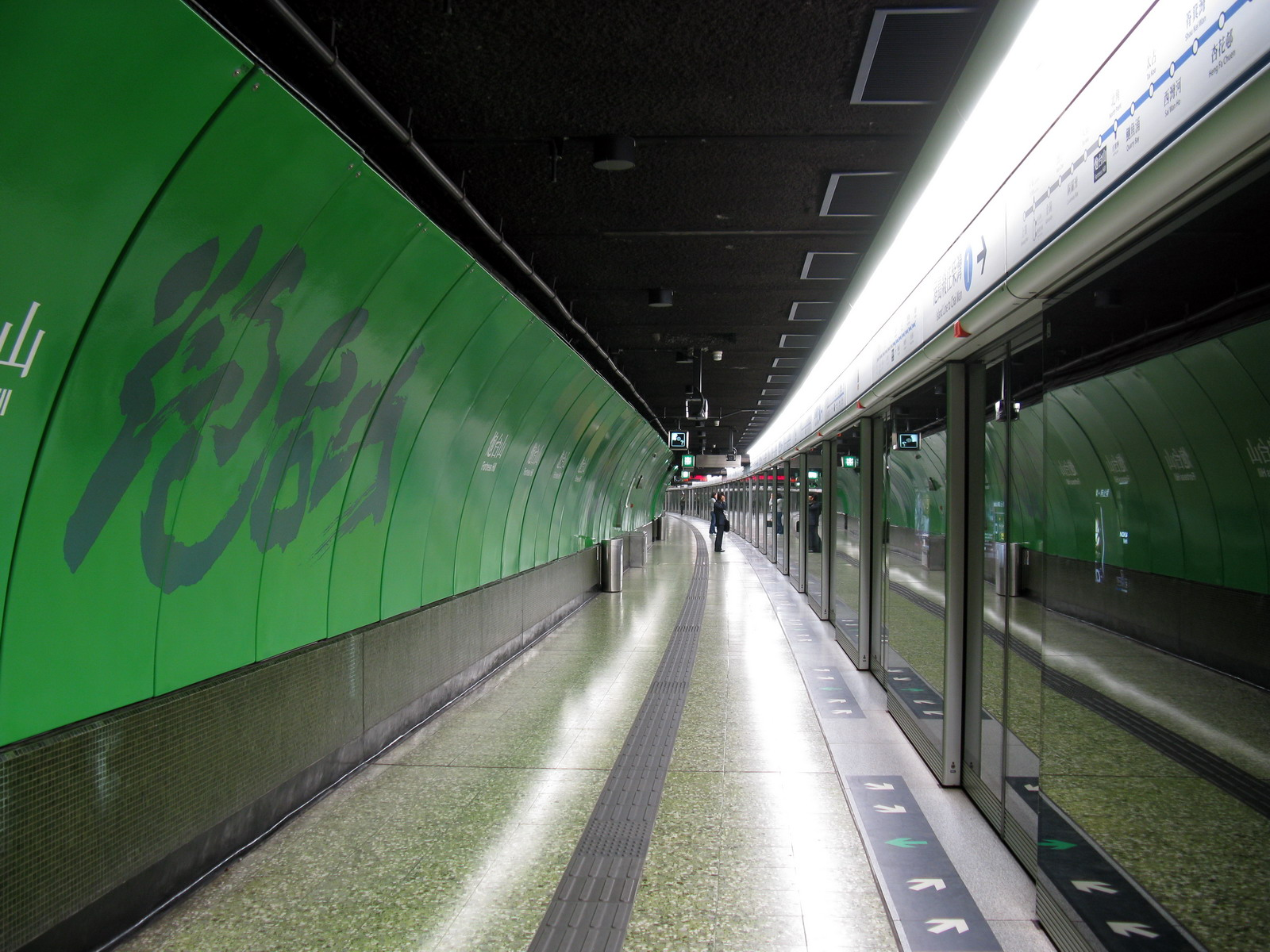
Fortress Hill
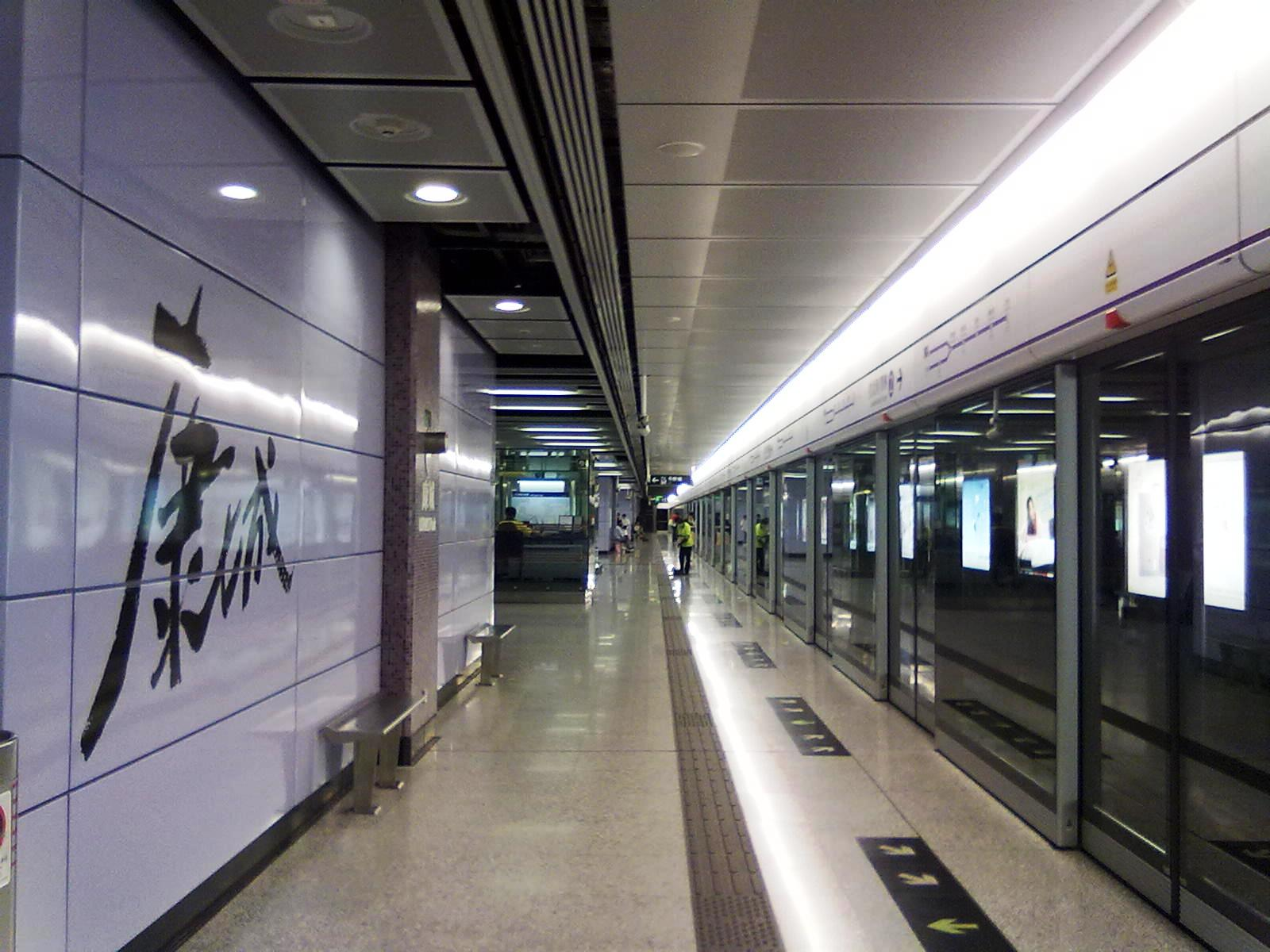
LOHAS Park
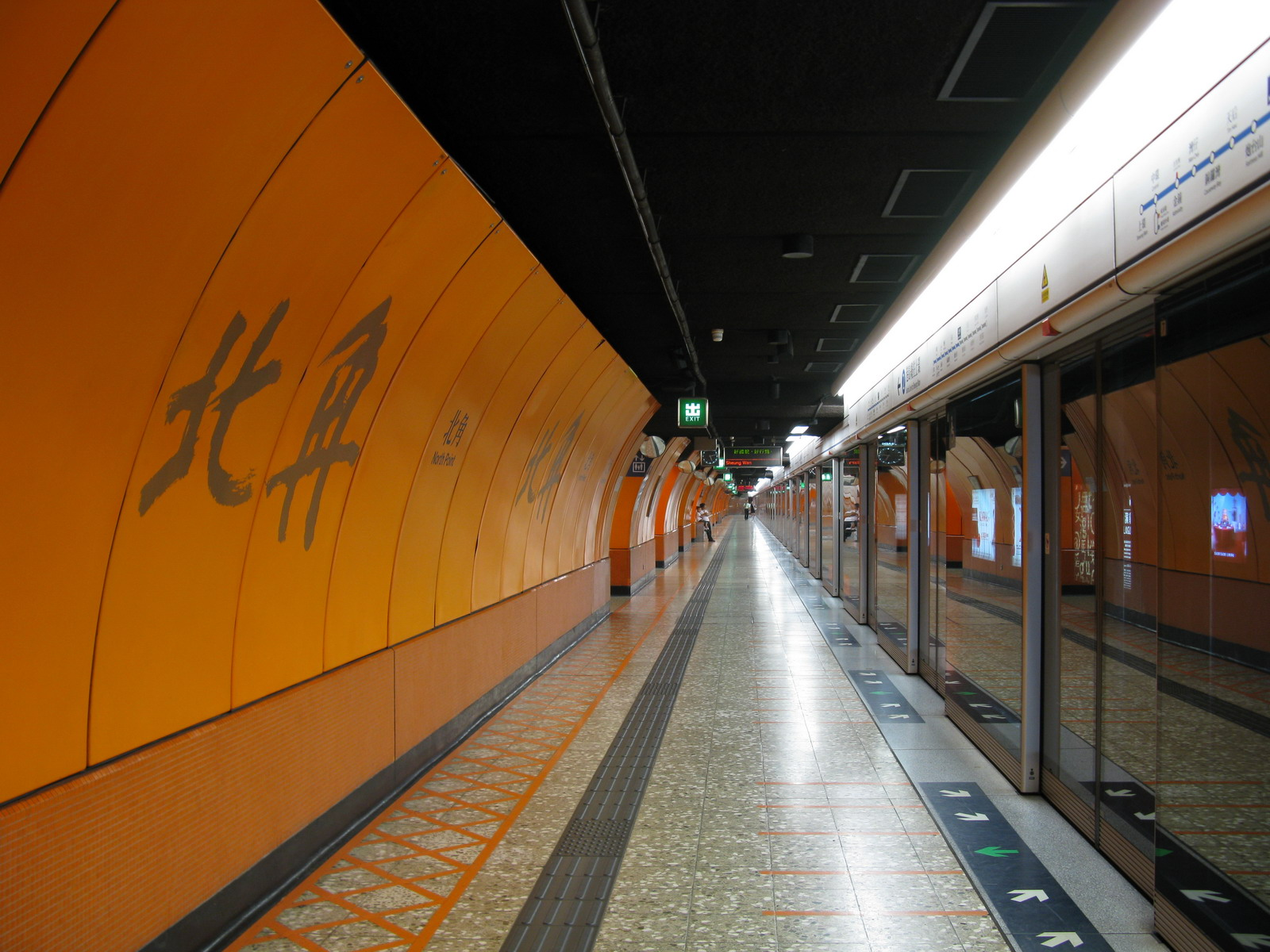
North Point